# Schön ist die Jugendzeit
Schön ist die Jugendzeit (Originaltitel: Lust och fägring stor), auch unter den Verweistiteln Verführung im Klassenzimmer und Lehrstunden der Liebe bekannt (wörtlich übersetzt lautet der originale Titel: Große Lust und Aufregung), ist ein schwedisch-dänischer Spielfilm aus dem Jahr 1995. Regie führte der Schwede Bo Widerberg, der auch das Drehbuch verfasste.

## Handlung
Der fünfzehnjährige Stig lebt im Jahr 1943 in Malmö. Er beginnt eine Affäre mit seiner 37-jährigen Englischlehrerin Viola. Diese ist mit dem Alkoholiker Kjell verheiratet, der recht erfolglos als Verkäufer von Damenunterwäsche arbeitet, und sucht in der Affäre die Leidenschaft, die sie in ihrer unglücklichen Ehe nicht erfährt.
Stig freundet sich schließlich mit Kjell an, der ihm die klassische Musik näherbringt; auch beginnt er eine Beziehung mit dem gleichaltrigen Mädchen Lisbet. Als Stig die Beziehung mit Viola aufgibt, sinnt diese auf Rache.

## Veröffentlichungen
Der Film kam am 3. November 1995 in die schwedischen Kinos und wurde dort zu einem kommerziellen Erfolg. Allein im Jahr 1996 hatte der Film eine Besucherzahl von 260.000. Am 19. Januar 1996 folgte ein Kinostart in Dänemark, der ungefähr 74.000 Besucher einbrachte. In den folgenden Monaten kam der Film in die Kinos mehrerer weiterer Länder, darunter am 5. September 1996 in Deutschland.

## Rezeption
In der Berliner Zeitung schrieb man, der Film sei „solide inszeniert, gut gespielt, aber nicht aufregend.“
Christiane Peitz beschrieb den Film in der Zeit als Frühlings Erwachen auf Schwedisch. In Anspielung auf die ebenfalls im Wettbewerb der Berlinale vertretenen Filme Mutters Courage und Die Karwoche meinte sie außerdem: „Dem Wahnwitz und dem Kollaps der Zivilisation im Europa des Jahres 1943 kommt Widerberg näher als alles filmische Gedenken von Wajda oder Verhoeven.“

## Auszeichnungen
Schön ist die Jugendzeit wurde im Februar 1996 in der Wettbewerbsektion der 46. Internationalen Filmfestspiele Berlin gezeigt und gewann sowohl einen Silbernen Bären als Spezialpreis der Jury als auch den Blauen Engel für den besten europäischen Wettbewerbsfilm.
Bei der Verleihung des Filmpreises Guldbagge 1996 ging der Film in den Kategorien „bester Film“ und „beste Regie“ siegreich hervor. Nominiert waren außerdem Johan Widerberg und Marika Lagercrantz in den Hauptdarstellerkategorien gewesen.
Bei der Oscarverleihung 1996 war der Film als schwedischer Beitrag als „bester fremdsprachiger Film“ nominiert, musste sich aber schließlich dem niederländischen Film Antonias Welt geschlagen geben.